# Coeriana hirsuta
Coeriana hirsuta là một loài bướm đêm trong họ Noctuidae.